# Iván Rodríguez i Rabell
Iván Rodríguez Rabell, més conegut com a Ivo (Barcelona, 15 d'abril de 1978) és un exfutbolista català, que jugava com a migcampista.

## Trajectòria
Després de jugar amb el Damm i les categories inferiors del FC Barcelona, marxa al juvenil de l'Atlètic de Madrid. Amb els matalassers debutaria en primera divisió, a la temporada 97/98, tot jugant dos partits, a la vegada que disputava altres partits amb el filial.
A l'any següent, sense lloc a l'Atlético, és cedit al filial del RCD Mallorca, que per aquella època estava en Segona. Al Mallorca B, Ivo va quallar una bona temporada, amb 32 partits i 3 gols. Retornaria a l'Atlético, però sense oportunitats ni en el primer ni en el segon equip madrileny.
La temporada 00/01 juga de nou a Primera, ara a les files del Reial Oviedo, amb qui disputaria 16 partits.
A partir d'ací, el barceloní ha militat en equips de Segona B i Tercera Divisió, com el RCD Espanyol B (01/02), el Burgos CF (02), la Cultural Leonesa (02/05), Talavera (05/06), Baza (06), Motril CF (06/07), Manlleu (07/08) o Mataró (08).